# ADAC
ADAC (а де а це), съкратено от Allgemeiner Deutscher Automobil-Club e.V. (Клуб на немските автомобилисти), е най-големият клуб на автомобилисти в Германия със седалище в Мюнхен.
През август 2005 година броят на членовете е 15 290& 614. ADAC е с годишен оборот около 1,5 милиарда евро за 2004 година. Издава списанието ADACmotorwelt.
Клубът осигурява наземен и въздушен медицински транспорт на пострадалите при пътнотранспортни произшествия. Извършва тестове за сигурност на превозни средства, обезопасяване на пътните съоръжения и много други дейности свързани с безопасността по пътищата не само в Германия, но и в много други страни в Европа. Службите за реагиране при пътнотранспортни произшествия са наричани „жълтите ангели“(die gelben Engel).

## Структура
ADAC е най-големиият самостоятелен клуб в Германия. Състои се от 18 регионални клуба, наречени „краища“ (Gaue):
- Берлин-Бранденбург
- Ханза
- Хесен-Тюринген
- Мителрейн-Пфалц
- Долна Саксония/Саксония-Анхалт
- Нордбаден
- Нордбайерн
- Нордрайн
- Оствестфален-Липе
- Саарланд
- Саксония
- Шлезвиг-Холщайн
- Зюдбаден
- Зюдбайерн
- Везер-Емс
- Вестфален
- Вюртемберг

На първо ниво има около 1800 местни клуба, които по правило са мото-спортни организации.
Осемчленият президентски състав на ADAC се избира ежегодишно на общо събрание. Съставът има главен президент, който играе ролята на говорител, понастоящем Петер Майер. Президентският състав заедно с председателите на регионалните клубове образуват управителен съвет. Общото събрание се образува от делегати на регионалните клубове и управителния съвет. На всеки 100 000 члена на регионален клуб се пада по един представител.
Пет наети мениджъра ръководят бизнесо-тношенията на клуба.
Клубът на ADAC в Мюнхен има собствен капитал от 713 милиона евро и 3335 работници. От вноски на членовете клуба получава 326 милиона евро. Регионалните клубове имат собствен капитал от 651 милиона евро, 2417 работници и приходи от членовете на стойност 191 милиона евро.

## История
Клубът е създаден на 24 май 1903 година в Щутгарт като „клуб на немските мотористи“, а през 1911 година е преименуван на „Allgemeinen Deutschen Automobil-Club“ (ADAC). По време на национал-социализма се преименува на „Deutschen Automobil-Club“ (DDAC). През 1946 година клубът е наново основан в Мюнхен.
През 2003 година клуба празнува 100-годишнината си.

## Центрове за безопасност
| Шлезвиг-Холщайн: |                |
| - Кил-Бокзе      | - Бад Олдеслое |

| Долна Саксония и Бремен:       |                                       |
| - Люненбург, - Аурих - Фасберг | - Хановер-Месе, - Брауншвайг - Бремен |

| Бранденбург и Берлин: |                   |
| - Вернойхен - Линте   | - Берлин - Велцов |

| Саксония:                          |                                |
| - Лайпциг-Хале - Дрезден - Гьорлиц | - Кемниц - Заксенринг - Плауен |

| Северен Рейн-Вестфалия:                                                 | |
| - Петершаген - Билефелд - Халтерн - Падерборн - Реклингхаузен - Зонсбек | - Рютен - Карст - Гревенбройх(Открит през 2005, най-голямото и модерно съоръжение в Европа) - Олпе - Вайлервилст |

| Райнланд-Пфалц и Саарланд: |              |
| - Нюрбургринг - Кобленц    | - Саарбрюкен |

| Хесен:                                  |                                                      |
| - Касел - Франкенберг - Втцлар - Лаубах | - Фулда - Райн-Майн / Грюндау - Франкфурт - Бенсхайм |

| Тюрингия:                     |                           |
| - Щраусфурт - Айзенбах - Гота | - Ерфурт - Ваймар - Шлайц |

| Бавария:                |                      |
| - Форххайм - Регенсбург | - Аугсбург - Кемптен |

| Баден-Вюртемберг: |                                                                      |
| - Хайделберг - Хокенхаймринг(Открит през 2004 година, най-модерното съоръжение в писта за град при) - Кронау - Карлсруе - Баден-Баден | - Щутгарт Золитуде-Ринг - Енгстинген - Балинген - Брайзах - Маркдорф |

## Политика
Тяхното лобиране е насочено предимно около автомобилите. „Никъде не се слагат такива спирачки на шофьорите, както е в Германия“ гласи един от девизите на ADAC. През 1974 година използва мотото „свободно пътуване за свободни граждани“. Тази акция предизвиква много протести на членове, които не са съгласни с проавтомобилната политика на клуба. Трябва да се отбележи че ADAC не защитава само интересите на шофьорите, а и интересите на предприятията като автомобилната индустрия и учебните школи.
Основните приоритети при ADAC(Девиз: „Вашият партньор за вашата мобилност“) са например: екоданъците, ограниченията на скоростта по магистралите, сигурността на тунелите и фериботите.
Общественият транспорт също заема голяма част от дейността на клуба. В по-ранните години ADAC е осигурявал съоръженията по програмата Park-and-Ride („Паркирай и пътувай“) около ЖП гарите по големите градове в Германия.
Не винаги привилегия имат автомобилите: по време на обединението на Германия, ADAC взима участие в предоставянето на разположение на 2500 километра пътни алеи.